# Schönheim (Hohenfels)
Schönheim ist ein Gemeindeteil des Marktes Hohenfels im Landkreis Neumarkt in der Oberpfalz in Bayern.

## Geographische Lage
Die Einöde liegt im oberpfälzischen Jura der Südlichen Frankenalb auf ca. 420 m ü. NHN ca. 500 m südlich des Forellenbaches. Nordwestlich erhebt sich der Pfaffenberg auf 492 m ü. NHN. Man erreicht Schönheim über eine Gemeindeverbindungsstraße, die von der Kreisstraße NM 32 in nördliche Richtung abzweigt und weiter zur Fuchsmühle im Tal des Forellenbachs führt und dort in die Staatsstraße 2234 und die Kreisstraße NM 33 einmündet. Auch vom ehemaligen Gemeindesitz Markstetten aus führt eine Straße nach Schönheim.

## Geschichte
Die 1286 erstmals erwähnte Einöde unterstand dem kurpfälzischen Pflegamt Hohenfels. Im Urbar dieses Amtes von 1400/10 ist die Einöde als „Sundheim die Widern“ aufgeführt; 1567 heißt die Einöde im Urbar „Widen Schonheim“. Im Kartenwerk von Christoph Vogel von ca. 1600 ist der Ort als „Widen“ verzeichnet. Gegen Ende des Alten Reiches, um 1800, bestand die Einöde aus einem Viertelhof.
Im Königreich Bayern wurde um 1810 der Steuerdistrikt Markstetten gebildet und 1814 zum Landgericht Parsberg (später Landkreis Parsberg) gegeben. Zu diesem gehörten die drei Dörfer Markstetten, Affenricht und Haasla, der Weiler Kleinmittersdorf sowie die Einöden Fuchsmühle, Ammelacker, Ammelhof, Höfla, Friesmühle, Baumühle, Blechmühle, Lauf, Schönheim und Unterwahrberg.
Mit dem zweiten bayerischen Gemeindeedikt von 1818 entstand die Ruralgemeinde Markstetten, der wiederum Schönheim angehörte. Diese Gemeinde wurde zum 1. Mai 1978 nach Hohenfels eingemeindet.
Gebäude- und Einwohnerzahl:
- 1830: 1 Familie, 1 Haus[7]
- 1838: 10 „Seelen“, 1 Haus[8]
- 1861: 3 Einwohner, 2 Gebäude[9]
- 1871: 3 Einwohner, 2 Gebäude; Großviehbestand 1873: 6 Stück Rindvieh[10]
- 1900: 4 Einwohner, 1 Wohngebäude[11]
- 1925: 4 Einwohner, 1 Wohngebäude[12]
- 1950: 5 Einwohner, 1 Wohngebäude[13]
- 1987: 11 Einwohner, 2 Wohngebäude, 3 Wohnungen[1]

Heute ist nur eine Hausnummer vergeben.
Die Kinder gingen im 19./20. Jahrhundert 2 km weit zur katholischen Schule in Dinau.

## Kirchliche Verhältnisse
Schönheim gehörte seit jeher zur katholischen Pfarrei St. Ulrich in Hohenfels im Bistum Regensburg.